# Сан Ђовани дела Вале (Империја)
Сан Ђовани дела Вале је насеље у Италији у округу Империја, региону Лигурија.
Према процени из 2011. у насељу је живело 22 становника. Насеље се налази на надморској висини од 368 м.